# جو ساكو
جو ساكو (بالإنجليزية: Joe Sacco) (2 أكتوبر 1960-) فنان كوميكس وصحافي مالطي أمريكي. اكتسب شهرة عالمية من خلال كتابه «فلسطين» الحائز على جائزة الكتاب الأمريكي عام 1996، وكتابه عن حرب البوسنة «المنطقة الآمنة غوراجده».

## بداياته
ولد جو ساكو في مالطا في 2 أكتوبر 1960. كان أبوه مهندسا وأمه مدرّسة. انتقل مع عائلته إلى أستراليا عندما كان يبلغ من العمر سنة واحدة، حيث أمضى طفولته حتى عام 1972 عندما انتقلت العائلة إلى لوس أنجلوس. كانت بدايته بمهنة الصحافة بعمله في صحيفة «مدرسة سانسيت الثانوية» في بيفرتون، أوريغون. تخرج من مدرسة سانسيت عام 1978.
حصل ساكو على درجة البكالوريوس في الصحافة من جامعة أوريغون عام 1981 بعد ثلاث سنوات من الدراسة. كان محبطا من العمل الصحافي الذي وجده في ذلك الوقت، وقال لاحقا «لم أستطع أن أجد وظيفة أكتب فيها مقالات جريئة ومثيرة التي قد تحدث تغييرا ما». بعد أن عمل مع الرابطة الوطبية لكتاب العدل بوظيفة اعتبرها «مملة أكثر وأكثر»، وفي عدة مصانع، عاد إلى مالطا ناسيا طموحاته الصحافية. قال في مقابلة من البي بي سي «قررت أن أنساها وأسلك الطريق الآخر، وهو هوايتي أي الرسم الكارتوني، وأرى إن كان بإمكاني العيش على تلك المهنة».
بدأ يعمل لدى ناشر محلي بكتابة أدلة سياحية. ثم عاد إلى شغفه بالقصص المصورة، فكتب قصة مصورة رومانسية اسمها «الحب الحقيقي»، وهي من أول القصص المصورة المكتوبة باللغة المالطية. قال في مقابلة مع «فيليج فويس» «لأنه لا يوجد لدى مالطا تاريخ في القصص المصورة، لم تعتبر تلك شيئا للأطفال». «على سبيل المثال، حبلت فتاة وثم ذهبت لهولندا لتجهض. مالطا دولة كاثوليكية وحتى الطلاق فيها ممنوع. كان الموقف غريبا، ولكن لم يقم أحد ضجة، لأنهم لم يعرفو إن كانت المادة ملائمة لقصص مصورة أم لا».
في نهاية المطاف، عاد إلى الولايات المتحدة، وفي عام 1995 أسس ساكو مجلة كوميكس ساخرة سماها «بورتلاند فري برس» في بورتلاند، أوريغون. عندما فشلت المجلة بعد خمس عشرة شهرا، عمل في «كوميكس جورنال» ككاتب أخبار. أعطته هذه الوظيفة فرصة ليكتب سلسلة قصص مصورة أخرى أسماها «سنتريفيوجال بمبل بابي»، وهو اسم أخذه من لعبة أطفال معقدة في كتاب «عالم جديد شجاع» لألدوس هاكسلي.
لكن ساكو كان مهتما أكثر بالسفر. في عام 1988، ترك الولايات المتحدة مرة أخرى ليسافر عبر أوروبا. دون رحلته تلك في سيرته الذاتية المصورة «ياهو». أدت به الرحلة إلى الاهتمام بحرب الخليج (حيث كتب عن هوسه بالحرب في ياهو عدد 2)، وفي عام 1991 وجد نفسه قريبا ليقوم بالأبحاث لعمله الذي نشر بالنهاية في كتاب «فلسطين».

غلاف كتاب "فلسطين" لجو ساكو (2001)

أدى المقطع في «ياهو» الذي تحدث فيه عن حرب الخليج إلى إبحار ساكو في دراسة السياسة الشرق أوسطية، حيث سافر إلى إسرائيل والأراضي الفلسطينية المحتلة ليبحث لعمله الطويل الأول. «فلسطين» كانت مجموعة قصص قصيرة وطويلة، بعضها تصف رحلات ساكو ومقابلاته مع فلسطينيين (وعدة إسرائيليين)، والبعض الآخر تصويرا للقصص التي سمعها. نشرت القصص كسلسلة كتيبات بين عامي 1993 و2001، ومن ثم جمعت في عدة كتب، ربح أولها جائزة الكتاب الأمريكي عام 1996.
بعد ذلك، سافر ساكو إلى سراييفو وغوراجده في نهاية حرب البوسنة، وأنتج عدة تقارير بنفس أسلوب عمله السابق «فلسطين»: وهي القصص المصورة «المنطقة الآمنة غوراجده»، «فيكسر»، والقصص التي جمعت في «نهاية الحرب». مول ساكو أعماله هذه جزئيا بربحه منحة غوغنهايم في ابريل 2001. فاز كتاب «المنطقة الآمنة غوراجده» بجائزة آيزنر لأفضل رواية مصورة أصلية لعام 2001.
قدم ساكو عدة قصص وثائقية قصيرة لعدة مجالات، في مواضيع تتراوح بين جرائم الحرب لموسيقى البلوز، وكثيرا ما يرسم في مجلة «أمريكان سبلندور» لهارفي بيكار. ساكو يعيش حاليا في بورتلاند.
كتب ساكو مؤخرا قصتين مصورتين تتألف كل منهما من ثماني صفحات يصور فيهما الوضع في العراق، ونشرهما في صحيفة الغارديان البريطانية  . بالإضافة إلى قصة أخرى من 16 صفحة في مجلة هاربرز .

## أعمال مختارة

### قصص مصورة
- 1988-1992 «ياهو» 1-6. جمعت في كتاب «ملاحظات من متخاذل» (2003)، الصادر عن كتب فانتاغرافيكس. ISBN 1-56097-510-5
- 1993-1995 «فلسطين» 1-9. جمعت في كتاب «فلسطين» (2001)، الصادر عن كتب فانتاغرافيكس.ISBN 1-56097-432-X
- 1994 «بقعة ضوء على النابغة المسمى جو ساكو»، الصادر عن كتب فانتاغرافيكس.
- 1997 «عيد الميلاد مع كرادزيتش»، نشرت في «زيرو زيرو» عدد 15 (كتب فانتاغرافيكس)، ومن ثم في كتاب «نهاية الحرب» (2005) الصادر عن درون أند كوارترلي. ISBN 1-56097-510-5
- 1997 «مدمن حرب»، الصادر عن كتب فانتاغرافيكس. ISBN 1-56097-170-3
- 1998 «شوبا»، نشرت في «قصص من البوسنة» رقم 1، ولاحقا في «نهاية الحرب» (2005)، الصادر عن درون أند كوارترلي. ISBN 1-56097-510-5
- 1998 «حجارة» نشرت في «زيرو زيرو» عدد 25 (كتب فانتاغرافيكس).

### كتب قصص مصورة
- 2000 «المنطقة الآمنة غوراجده: الحرب في شرق البوسنة 1992-1995» (كتب فانتاغرافيكس). ISBN 1-56097-470-2
- 2001 «فلسطين» (كتب فانتاغرافيكس). ISBN 1-56097-432-X
- 2003 «فيكسر: قصة من سراييفو» (كتب درون أند كوارترلي). ISBN 1-896597-60-2
- 2005 «نهاية الحرب: لمحات من البوسنة 1995-1996» (كتب درون أند كوارترلي). ISBN 1-896597-92-0
- 2006 «لكنني أحبها» (كتب فانتاغرافيكس). ISBN 1-56097-729-9
- 2009 «هوامش في غزة» (كتب متروبوليتان) ISBN 0-8050-7347-7، (جوناثان كيب) ISBN 0-224-07109-2